# Gwiazdosz wzniesiony

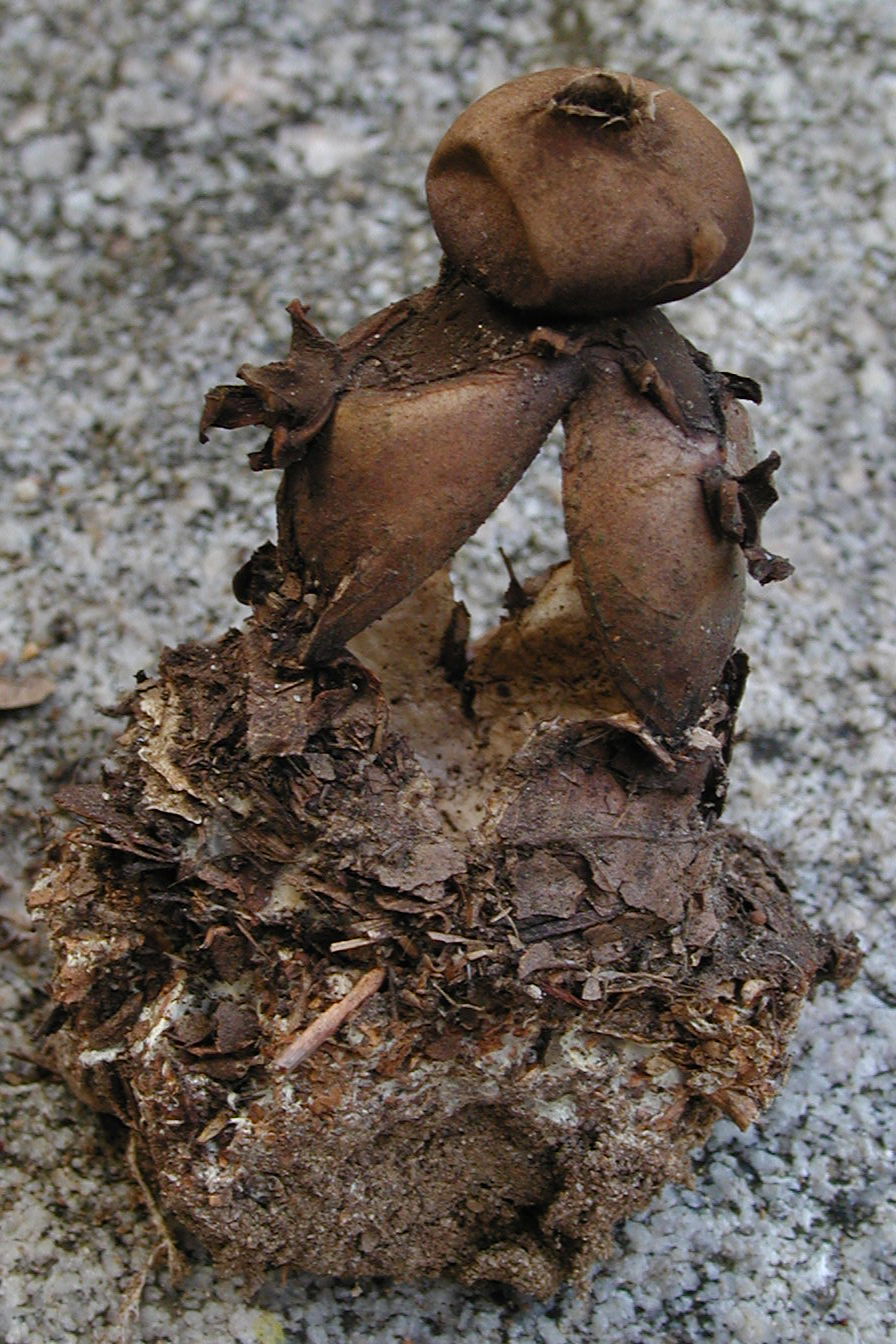

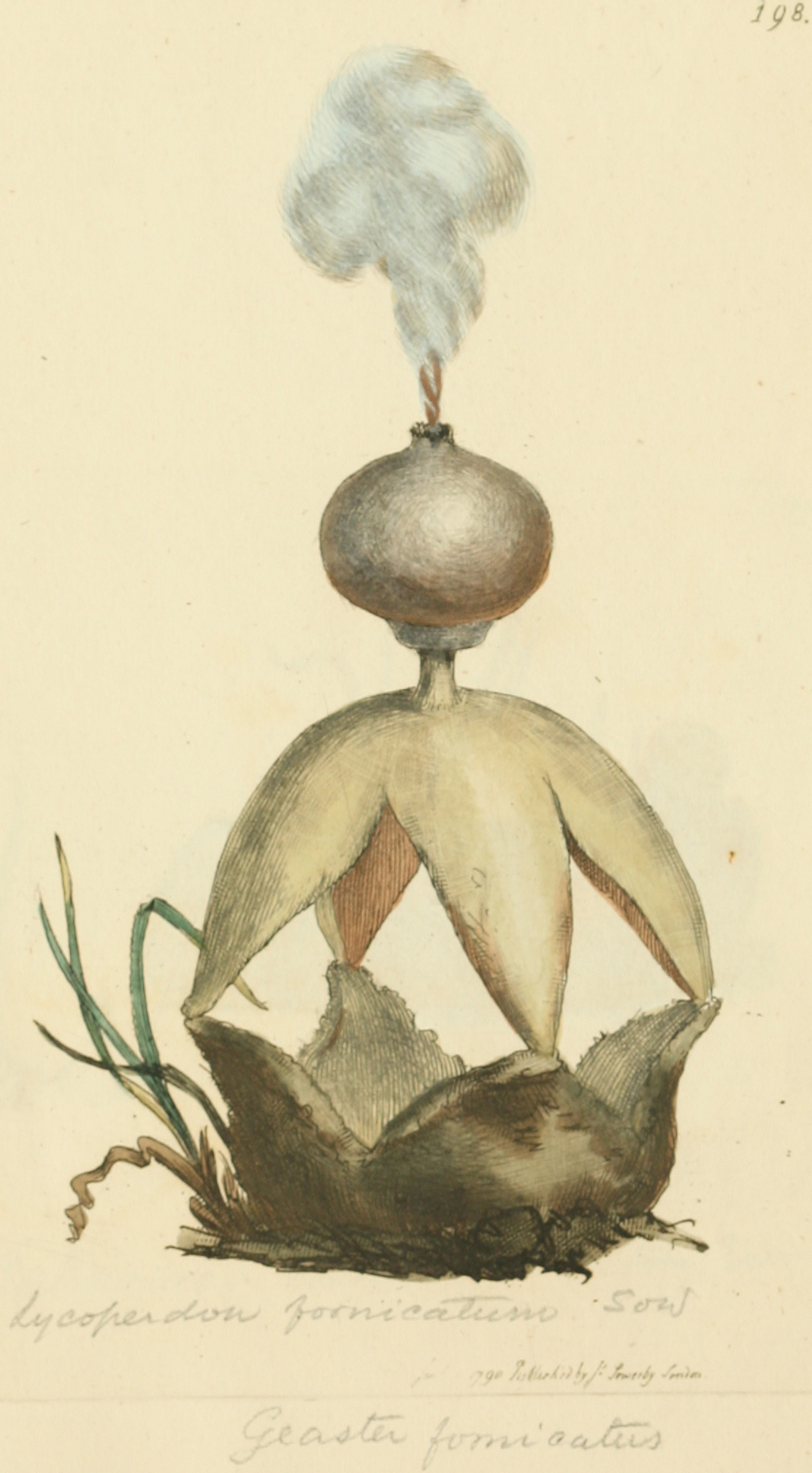
Gwiazdosz wzniesiony (Geastrum fornicatum) plansza z James Sowerby’s Coloured Figures of English Fungi or Mushrooms

Gwiazdosz wzniesiony (Geastrum fornicatum (Huds.) Hook.) – gatunek grzybów należący do rodziny gwiazdoszowatych (Geastraceae).

## Systematyka i nazewnictwo
Pozycja w klasyfikacji według Index Fungorum: Geastrum, Geastraceae, Geastrales, Phallomycetidae, Agaricomycetes, Agaricomycotina, Basidiomycota, Fungi.
Po raz pierwszy takson ten zdiagnozował w roku 1762 William Hudson, nadając mu nazwę Lycoperdon fornicatum. Obecną, uznaną przez Index Fungorum nazwę, nadał mu w 1821 William Jackson Hooker.
Etymologia
Geastrum, nazwa rodzajowa, pochodzi od Geo – czyli ziemi, a -astrum oznacza gwiazdę. A więc jest to Gwiazda Ziemi. Epitet gatunkowy fornicatum oznacza łukowaty.
Synonimy nazwy naukowej:
- Lycoperdon fornicatum Huds. 1778
- Plecostoma fornicatum (Huds.) Desv. 1809
- Geastrum multifidum Pers. 1794
- Geastrum fornicatum var. multifidum (Pers.) Fr. 1829

Nazwa polska zaproponowana została przez Władysława Wojewodę.

## Morfologia
Owocnik
Owocniki duże od 12 do 18 cm średnicy. Egzoperydium pęka na 4–7 trójkątnych niehigroskopijnych ramion, które rozchylają się gwiazdkowato. Później ramiona te podwijają się unosząc endoperydium, jednocześnie oddziela się od nich warstwa związana z podłożem, tworząc pod owocnikiem miseczkę. Kuliste endoperydium, ze słabo wykształconą apofizą, osiąga 1–3 cm średnicy. Osadzone na krótkiej i grubej szyjce, wyraźnie widocznej dopiero u suchych owocników. Stożkowaty perystom pozbawiony jest talerzyka i ograniczającego go wałeczka.
Cechy mikroskopowe
Zarodniki ciemnobrązowe, kuliste o rozmiarach 3,5–4,5 μm. Pokryte są brodawkami.
Gatunki podobne
Miseczkę pod owocnikami wytwarza także gwiazdosz czteropromienny (Geastrum quadrifidum). Są one jednak znacznie mniejsze oraz posiadają bardzo wyraźny jasny talerzyk ograniczony wałeczkiem. Także Geastrum britannicum jest mniejszy.

## Występowanie i siedlisko
Występuje nielicznie w Afryce, Ameryce Północnej, Australii, Azji i Europie. W Europie jest szeroko rozprzestrzeniony, występuje od strefy śródziemnomorskiej i Wysp Kanaryjskich po Szwecję i Finlandię. W Polsce jest rzadki, znany zaledwie z trzech stanowisk historycznych i 11 współczesnych. Znajduje się na Czerwonej liście roślin i grzybów Polski. Ma status E – gatunek wymierający.
W Polsce w latach 1995–2004 objęty ochroną częściową, a od roku 2004 – ochroną ścisłą bez możliwości zastosowania wyłączeń spod ochrony uzasadnionych względami gospodarki rolnej, leśnej lub rybackiej.
Naziemny grzyb saprotroficzny występujący w siedliskach bogatych w związki azotowe, głównie w zaroślach z lilakiem (Syringa sp.), głogami (Crataegus sp.), bzem czarnym (Sambucus nigra) oraz robinią (Robinia sp.). Owocniki pojawiają się od sierpnia do listopada.

## Zastosowanie
Wykazano, że ekstrakty metanolowe gwiazdosza wzniesionego (Geastrum fornicatum) hamują wzrost różnych bakterii patogennych dla ludzi, w tym laseczki siennej (Bacillus subtilis), pałeczki okrężnicy (Escherichia coli), pałeczki zapalenia płuc (Klebsiella pneumoniae), pałeczki ropy błękitnej (Pseudomonas aeruginosa), Salmonella typhimurium wywołującej salmonellozę i paciorkowca ropnego (Streptococcus pyogenes), a także grzyby bielnika białego (Candida albicans), Rhodotorula mucilaginosa i Kluyveromyces marxianus.